# Atlantia
Atlantia S.p.A. était une holding privée italienne opérant dans le secteur des infrastructures autoroutières, aéroportuaires et des services liés à la mobilité. Elle faisait partie de la galaxie du groupe Benetton via la holding Edizione S.p.A.. En décembre 2022, le groupe est retiré de la cotation de la Bourse de Milan après la renationalisation en mai 2021 de sa principale filiale Autostrade per l'Italia SpA, transférée à la Cassa Depositi e Prestiti. Le 15 mars 2023, Atlantia S.p.A. disparaît pour laisser la place à Mundys S.p.A..

## Le groupe Atlantia
Au 31 décembre 2021, la société était présente dans 24 pays avec des services de péage et dans 11 pays pour des concessions d'infrastructures autoroutières et aéroportuaires :

### Gestion d'autoroutes
Atlantia est le premier opérateur au monde pour la longueur du réseau autoroutier à péage, en Europe, Amérique Latine et Inde avec plus de 14 000 km dans 24 pays dont les principaux :
- Europe
  -  Italie : 3 256 km
  -  France : 1 929 km
  -  Espagne : 1 153 km
  -  Pologne : 61 km

- Amérique Latine
  -  Brésil : 4 321 km
  -  Chili : 1 100 km
  -  Argentine : 175 km
  -  Mexique : 876 km

- Reste du monde
  -  Inde : 262 km
  -  Porto Rico : 90 km

En mai 2021, à la suite de l'écroulement du viaduc de Polcevera de Gênes en août 2018, le groupe Benetton doit céder le contrôle du groupe Autostrade per l'Italia à un groupement national italien dirigé par l'organisme bancaire public Cassa Depositi e Prestiti pour 9,1 milliards d'€uros.
Le 9 décembre 2022, le groupe Atlantia SpA est retiré de la cote de la Bourse de Milan.
Au 1er janvier 2023, Atlantia, avait transféré à sa filiale espagnole Abertis la gestion des 9 125 km d'autoroutes avec 44 concessions réparties dans 11 pays du monde :
- Europe
  -  Italie : 236 km
  -  France : 1 769 km
  -  Espagne : 561 km
  -  Pologne : 61 km

- Amérique Latine
  -  Brésil : 4 321 km
  -  Chili : 967 km dont 200 km avec société Costanera
  -  Argentine : 175 km
  -  Mexique : 875 km

- Reste du monde
  -  Inde : 152 km
  -  Porto Rico : 90 km
  -  États-Unis : 12 km

### Gestion d'aéroports
Atlantia gère 5 aéroports : 
- Aéroport de Rome Fiumicino,
- Aéroport de Rome Ciampino,
- Aéroport de Nice-Côte d'Azur,
- Aéroport de Cannes - Mandelieu,
- Aéroport du Golfe de Saint-Tropez - La Môle.

### Télépéage autoroutier
Perception du télépéage dans 14 pays, 9,5 millions d'abonnés au système Telepass,

### Gestion de la circulation
Système ITS : solutions de circulation intelligentes dans 600 villes sur les 4 continents dont notamment Londres, Miami, Singapour, Bogota, Birmingham & Manchester.

## Histoire
En 1950, l'IRI - Istituto per la Ricostruzione Industriale crée la société Autostrade Concessioni e Costruzioni S.p.A., communément appelée simplement "Autostrade SpA".
En 1956, une première convention entre Autostrade SpA et l'ANAS - (la DDE italienne) - est signée pour la construction de la principale artère autoroutière italienne, reliant le nord et le sud, l'Autoroute du Soleil (A1), allant de Milan à Rome et A2 de Rome à Naples. Ce sera le plus grand projet autoroutier du siècle avec la traversée de la chaîne des Apennins. Les travaux ont débuté le 19 mai 1956 avec la pose de la première pierre à San Donato Milanese par le Président de la République Giovanni Gronchi.
En 1963, Autostrade SpA lance la première euro-obligation émise en Europe.
Le 4 octobre 1964, le Président du Conseil italien, Aldo Moro, inaugure officiellement l'Autoroute du Soleil, entre Milan et Naples, longue de 754 km comprenant 113 viaducs, 572 ponts, 38 tunnels à 2 tubes et 57 échangeurs.
En 1982, la société est intégrée dans le groupe public Italstat, filiale de l'IRI - Istituto per la Ricostruzione Industriale, holding spécialisée dans le secteur de l'ingénierie, des grands travaux, des infrastructures et, avec sa filiale Autostrade SpA, assure la gestion du réseau d'autoroutes publiques italiennes long de plus de 2 600 km, à l'époque.
En 1987, Autostrade Concessioni e Costruzioni S.p.A. est cotée à la Bourse de Milan (Borsa Italiana Milano S.p.A.), dans le FTSE MIB - équivalent du CAC 40 français.
En 1990, la société introduit le premier système de péage dynamique au monde, le Telepass, qui comptait, en 2021, plus de 9,6 millions d'usagers (54 % du marché européen),
En 1992, Autostrade SpA participe au premier projet d'autoroutes à péage du Royaume-Uni, la M6 Toll de Birmingham, mise en service en 2003. En 1995, Autostrade SpA réalise la première autoroute à péage financée avec des ressources privées aux États-Unis, la Dulles Greenway, en Virginie.
En 1999, pour respecter les directives de la Commission Européenne, l'Etat italien privatise Autostrade SpA. L'IRI - Istituto per la Ricostruzione Industriale vend 30% du capital au groupe Benetton via ses filiales Edizione Holding et Schéma 28, tout le reste en bourse.
En 2002, Autostrade SpA s'adjuge la concession décennale du gouvernement autrichien pour la construction et la gestion du premier système de paiement multilane (plusieurs voies) free-flow (sans arrêt) pour les 2 000 km de routes et d'autoroutes autrichiennes à péage. Les seuls autres cas de multilane existent à Toronto et à Melbourne sur une échelle nettement plus limitée (moins de 100 km). Le système fonctionne depuis le 1er janvier 2004.
En 2003, le groupe Benetton lance une OPA sur la totalité du capital flottant en bourse de Autostrade SpA. La société est alors réorganisée et les activités de gestion autoroutière sont séparées des autres au sein de Autostrade per l'Italia S.p.A.. Le 5 mai 2007, le groupe est renommé Atlantia S.p.A..
En 2005, Autostrade per l'Italia SpA est candidate à la privatisation du réseau APRR de l'Est de la France mais son offre est écartée alors qu'elle avait été classée la meilleure et était donnée gagnante. Le groupe s'engage dans un ambitieux programme de diversification géographique de ses activités avec l'acquisition et la construction de plus de 2.000 km d'autoroutes à péage au Brésil, Chili, Inde et Pologne.
En 2007, Atlantia SpA discute d'un rapprochement avec le groupe espagnol Abertis mais le projet n'aboutit pas.
En 2011, Écomouv', la filiale française d'Autostrade per l'Italia SpA, créée pour la circonstance, remporte l'appel d'offres d’État pour assurer la gestion de l'écotaxe, décidée en 2007, qui devait taxer les poids lourds de plus de 3,5 tonnes circulant sur certains tronçons du réseau routier français. Elle devait entrer en vigueur le 1er janvier 2014, mais elle a été suspendue en novembre 2016 par la ministre Ségolène Royal.
En 1er décembre 2013, mise en vigueur d'un accord de fusion-absorption de la société Gemina SpA dans Atlantia SpA. Gemina était notamment l'actionnaire majoritaire de la société A.D.R. - Aeroporti di Roma SpA. La présence du groupe dans ce secteur d'activité s'est renforcée en 2016 avec le rachat d'Aéroports de la Côte d'Azur (ACA), deuxième société aéroportuaire française qui contrôle les aéroports de Nice-Côte d'Azur, de Cannes - Mandelieu et de La Môle - Saint-Tropez.
En mai 2017, Atlantia SpA annonce le lancement d'une OPA sur Abertis de 16,341 milliards d’euros ,. En octobre 2017, Hochtief annonce une contre offre d'achat sur Abertis pour 17,1 milliards d'euros, surenchérissant sur l'offre d'Atlantia. En mars 2018, ACS, via sa filiale Hochtief annonce acquérir Abertis en coopération avec Atlantia, à la suite d'une bataille financière entre ACS et Atlantia,.
En mars 2018, Atlantia SpA devient le premier actionnaire de Getlink, ex Eurotunnel, concessionnaire jusqu'en 2086 du tunnel sous la Manche, en rachetant la participation de 15,49 % détenue par Goldman Sachs et ses 26,66 % de droits de votes, pour environ 1 milliard d'€uros.
Le 14 août 2018, Atlantia doit faire face à la catastrophe de l'écroulement d'une travée du viaduc autoroutier de Polcevera ou viaduc Morandi à Gênes, construit au milieu des années 1960, dont la société a hérité de la concession. La travée la plus longue à haubans en béton précontraint a subi un effondrement qui a causé la mort de 43 personnes. Le gouvernement italien, après enquête sur les causes de l'accident et des éventuelles responsabilités a envisagé des sanctions pouvant aller jusqu'à la possible annulation des concessions des autoroutes italiennes du groupe.
En octobre 2019, Atlantia SpA annonce l'acquisition pour 1,5 milliard d'euros d'une participation de 70 % dans Red de Carreteras de Occidente, une entreprise mexicaine gestionnaire d'autoroutes.
En octobre 2020, Atlantia SpA annonce la cession de 49 % de sa filiale Telepass, au fonds d'investissement Partners Group, pour environ 1 milliard d'euros.
Compromise depuis l’effondrement du pont Morandi de Gênes en 2018, en avril 2021, Atlantia doit céder sa participation de 86 % dans sa filiale, le concessionnaire autoroutier Autostrade per l'Italia pour 7,9 milliards d’euros.

### Offre publique d'achat et retrait de la cote
Au début du mois d'avril 2022, le financier espagnol Florentino Pérez, actionnaire minoritaire d'Abertis (50% moins une action) et les deux fonds d'investissement privés Global Infrastructure Partners et Brookfield Infrastructure avancent l'hypothèse d'une OPA sur Atlantia SpA.
Afin de préserver l'intégrité du groupe et son identité italienne, la famille Benetton et le fonds américain Blackstone annoncent, mi avril, une offre d'achat défensive afin de protéger le groupe d'éventuelles offensives financières, telles que celle promue par Perez. L'OPA d'Atlantia SpA, d'un montant de 19 milliards d'euros, est lancée le 10 octobre 2022 au prix de 23 euros par action. L'opération a été lancée par la holding Schema Alfa, une entité ad hoc, contrôlée par Schemaquarantadue S.p.A., elle-même détenue à 65% par la société holding Edizione SpA (présidée par Alessandro Benetton) et à 35% par le fonds américain de capital-investissement Blackstone.
Cette OPA est lancée sur la totalité des actions d'Atlantia SpA en circulation, soit 66,90% du capital, à l'exception de la participation de 33,10% détenue par la holding Edizione SpA. L'opération est finalisée avec succès en novembre 2022 ; Schema Alfa ayant recueilli 95,933% des actions d'Atlantia SpA, hors actions d'autocontrôle.
La nouvelle structure de l'actionnariat de la société holding est composée
- Edizione Holding SpA (groupe Benetton), 57%,
- Blackstone, 37,8% (par l'intermédiaire d'un fonds ouvert)
- Fondazione CRT, 5,2%.

Le 9 décembre 2022, Atlantia SpA est retiré de Piazza Affari (Bourse de Milan), après 35 ans, rendant ainsi définitif le retrait de la société de la cote de la bourse italienne.
Le 15 mars 2023, le groupe Atlantia SpA change de raison sociale pour Mundys S.p.A..

### Composition du groupe Atlantia
- Autostrade per l'Italia S.p.A. (88,6%) jusqu'à sa nationalisation en avril 2021,
- Abertis HoldCo (50% + 1)
- Aeroporti di Roma S.p.A. (99,%)
- Spea Engineering (80%)
- Telepass S.p.A. (51%)
- Yunex Traffic (100%)
- Aéroport de Bologne (29,38%)[19]
- Aéroports de la Côte d'Azur Nice, Cannes & St Tropez (64%)
- SANEF (100%)

### Principales participations non-financières
- Getlink (Eurotunnel) - Paris (15,49%)